# Dominions II: The Ascension Wars
Dominions II: the Ascension Wars — пошаговая стратегическая 4X игра, созданная Джоаном Карлссоном и Кристофером Остерманом из Illwinter Game Design и выпущенная Shrapnel Games 13 ноября 2003 года.

## Игровой процесс
Игра является пошаговой страгией, в которой ходы производятся одновременно. Игроки здесь выполняют роли богов-претендентов, а цель игры — распространить своё религиозное влияние.
В игре присутствуют 17 наций, у каждой из которых есть собственные боевые юниты, командиры, маги и уникальные магические заклинания. Многие нации могут существовать в нескольких вариантах, которые называются темами. Темы представляют различные исторические эпохи или альтернативное развитие. Глобальная карта разделена на провинции, по котором можно передвигать армии. В провинциях можно возводить постройки, изучать магию и собирать доход. Для расширения религиозного влияния необходимо строить храмы.
Перед началом непосредственно боевых действий, игроку нужно выбрать множество параметров нации и внешний вид бога. Все эти параметры сильно влияют на дальнейшую игру и стратегию. Все параметры стоят определённое количество очков.
Армии не способны передвигаться без командиров. Сражения в игре автоматические и единственный способ повлиять на их исход — расстановка отрядов и раздача приказов перед боем.

## Отзывы
| Сводный рейтинг | Сводный рейтинг |
| Агрегатор       | Оценка          |
| --------------- | --------------- |
| GameRankings    | 79,60 %         |

Обозвреватель журнала Computer Gaming World Брюс Герик поставил игре 4.5 звезд из пяти и назвал её лучшей 4X стратегией последних 5 лет. По его мнению, игра понравится тем, кто ностальгирует по былым временам компьютерных игр. Из негативных моментов он отметил примитивную графику, которая скрывает всю глубину геймплея.
Майкл Лафферти с сайта GameZone дал игре 7.8 баллов из 10 возможных. В своем обзоре он заключил, что игра требует много усилий, чтобы понять игровую механику и не подойдет для казуальных игроков. Те игроки, которые готовы потратить время, оценят глубину игрового процесса.
Том Макнамара с IGN дал игре менее положительный отзыв и поставил 6.5 баллов из 10. При этом он отметил, что игроки, которые смогут пройти через проблемы с интерфейсом и полное отсутствие руководства, найдут игру интересной.
Обозреватель Gamespot Джейсон Окампа поставил игре 6.2 из 10. По его мнению, игра обладает такими важными для стратегий качествами, как сложность и глубина. Тем не менее, он заключил, что мало кто сможет это оценить из-за громоздкого и перегруженного деталями игрового процесса.